# Eggertingen (natuurgebied)
Eggertingen is een natuurgebied in vochtig-Haspengouw dat zich bevindt langs de Lerebeek en de Mombeek, en dat ongeveer 46 ha groot is. Het is gelegen ten zuiden van Vliermaal en is vernoemd naar het gelijknamige gehucht. Het wordt beheerd door Limburgs Landschap. Vanaf 2004 worden hier gronden verworven.
Het landschap bestaat uit valleien met hoogteverschillen van 70 tot 110 meter. Het betreft een aantal verspreide percelen, met het zwaartepunt in Kortessem, maar ook in Borgloon, Hoeselt en Tongeren zijn percelen te vinden die tot dit gebied behoren. In dit gebied komen verschillende bodemtypes bij elkaar, zoals zandgronden en vochtige, voedselrijke bodems. Tot de zeldzame plantensoorten behoren kleine kaardenbol en eenbes. Tot de fauna behoren das, zomertortel en hoornaarvlinder.
Naast moerassige gebieden zijn er ook stukken typisch Haspengouws bos. Het geheel ligt ingeklemd tussen intensief beheerde landbouwgebieden.